# 趙安 (會川伯)
趙安（1374年—1444年），陝西承宣布政使司臨洮府狄道縣（今甘肅省臨洮縣）人，明朝軍事將領、會川伯。
永樂元年，趙安進馬，除臨洮百戶，出使西域。后跟隨明成祖北伐有功，累進都指揮同知。宣德二年，松潘番叛，其擔任左參將，從總兵陳懷討平，進都督僉事。正統元年進都督同知，充右副總兵官，協任禮鎮甘肅。三年，與王驥、任禮、蔣貴分道進師，至刁力溝執右丞、達魯花赤等三十人。以功封會川伯，祿千石。明年移鎮涼州。正統九年十二月去世。